# 勒鲁卡斯布朗奥林匹克码头

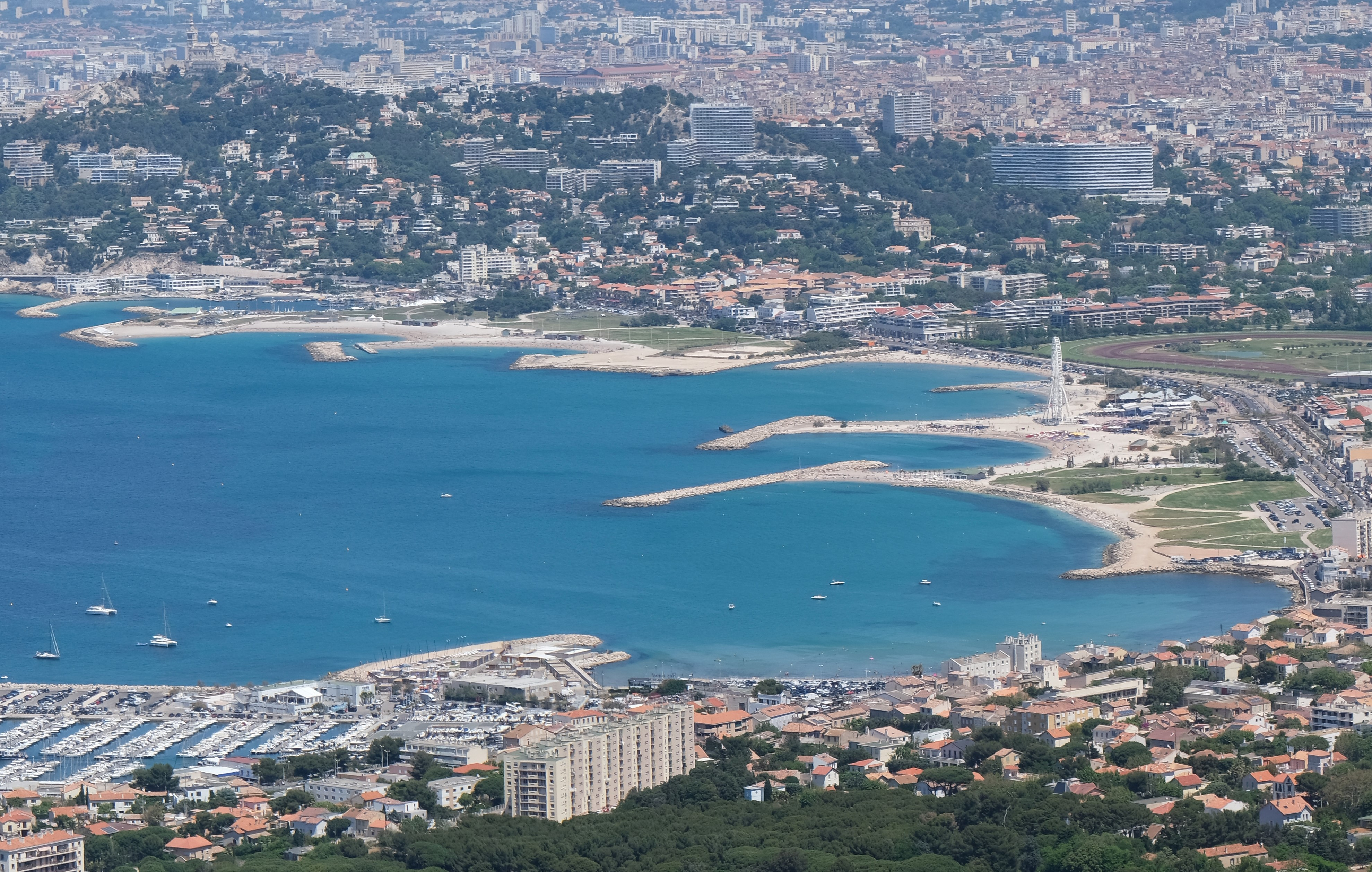
勒鲁卡斯布朗奥林匹克码头的鸟览图。

勒鲁卡斯布朗奥林匹克码头（法語：Marina olympique du Roucas-Blanc ; stade nautique du Roucas-Blanc）是位于法国马赛的航海基地，为2024年夏季奥林匹克运动会帆船比赛的举行场地。
该场地的建设成本高达2500万欧元，而国家仅支付了300万欧元。